# DCLZ
DCVL (Data Compression Lempel-Ziv) – algorytm kompresji.
Standard Międzynarodowej Organizacji Normalizacyjnej (International Organisation for Standarisation – ISO) i Międzynarodowej Komisji Elektrotechnicznej (International Electrotchnical Commisson – IEC) – ISO/IEC 11558:1992.
Standard określa algorytm bezstratnej kompresji danych, zgodny z ideą Lempela i Ziwa, który znacznie ogranicza liczba bitów potrzebnych do odwzorowania informacji kodowanej z wykorzystaniem 8-bitowych bajtów.
Algorytm ten jest szczególnie użyteczny, gdy informacja została pozyskana za pomocą medium pośredniczącego. Zastosowanie algorytmu nie ogranicza się tylko do aplikacji.